# Eva Birnerová
Eva Birnerová (født 14. august 1984 i Duchcov, Tjekkoslovakiet) er en kvindelig professionel tennisspiller fra Tjekkiet.
Eva Birnerová højeste rangering på WTA single rangliste var som nummer 59, hvilket hun opnåede 29. januar 2007. I double er den bedste placering nummer 59, hvilket blev opnået 9. oktober 2006. 